# Richard Neville, 5. jarl af Salisbury
Richard Neville, 5. jarl af Salisbury KG (1400 – 31. december 1460) var en engelsk adelsmand og stormand med base i det Nordengland, der blev en vigtig støtte af Huset York i de første år af Rosekrigene. Han var far til Richard Neville, 16. jarl af Warwick, "Kongemageren".

## Baggrund
Han blev født i 1400 på Raby Castle i County Durham, som 3. søn (og 10. barn) af Ralph Neville, 1. jarl af Westmorland og hans første søn med hans anden hustru, Joan Beaufort, den yngste af de fire legitime børn og eneste datter, som Johan of Gent, 1. hertug af Lancaster (tredje overlevende søn af kong Edvard 3.) fik med sin elskerinde og senere hustru Katherine Swynford.
Neville-slægtens landbesiddelser lå primært i County Durham og Yorkshire, men både kong Richard 2. og kong Henrik 4. (henholdsvis Joans fætter og halvbror) fandt familien nyttig til at opveje Percys styrke ved den skotske grænse. Det førte til, at Ralphs jarldømme blev tildelt i 1397 og til hans udnævnelse som Warden of the West March i marts 1403. Ralphs ægteskab med Joan Beaufort, på et tidspunkt hvor sondringen mellem kongelig og adelig blev vigtigere,  kan ses som en anden belønning, da hun som barnebarn af kong Edvard 3. var medlem af den kongelige familie.
Ralphs første hustru Margaret Staffords børn blev godt gift ind i den lokale adel, og hans ældste søn havde giftet ind i den kongelige families Elizabeth Holland, men hans Beaufort-børn giftede sig med endnu mægtigere familier. Tre af Richards søstre giftede sig med hertuger, den yngste Cecily, blev gift med Richard, hertug af York.

## Ægteskab
Richard blev gift med Alice Montagu, datter og arving til Thomas Montagu, 4. jarl af Salisbury. Tidspunktet for Richard og Alice bryllup er ukendt, men det må have været før februar 1421, da de som ægtepar dukkede op ved kroningen af dronning Katarina af Valois. Da var Salisbury-arven ikke garanteret, da Thomas Montacute ikke kun var i live, men i 1424 giftede sig med Alice Chaucer, barnebarn af digteren Geoffrey Chaucer. Dette andet ægteskab var uden afkom, og da Thomas Montagu døde i 1428, blev Richard Neville og Alice bekræftet som jarlen og grevinden af Salisbury. Fra dette tidspunkt blev Richard Neville kaldt Salisbury.
Salisbury kom i besiddelse af større godser, end han som en yngre søn under førstefødselsretten med rimelighed kunne have forventet. Mærkeligt nok accepterede hans ældste halvbror, John Neville, tilsyneladende, at mange af rettighederne til Neville-arven blev overført til hans stedmor Joan Beaufort, og hendes søn Salisbury arvede ddem ved hendes død i 1440. Han fik også kontrollen over de landbesiddelser og gavebreve, der var givet i fællesskab til Ralph og Joan. Ralphs arving (hans barnebarn Ralph Neville, 2. jarl af Westmorland) bestred som repræsentant for seniorlinjen tabet af sin arv, og selv om han accepterede en forlig i 1443, var det på ulige vilkår. Salisbury beholdt de store Neville-besiddelser af Middleham og Sheriff Hutton såvel som den nyere tildeling Penrith . Kun Raby Castle, familiens ældste besiddelse, vendte tilbage til seniorgrenen. Neville-Neville fejden, der fulgte, skulle senere blive suget ind i den destruktive Percy-Neville fejde. Salisburys ægteskab gav ham hans hustrus kvarte del af arven efter Thomas Holland, 2. jarlen af Kents hollandske arv. Ironisk nok bragte hans Salisbury-titel relativt lidt med hensyn til velstand, skønt han fik en sydligere bopæl på Bisham Manor i Berkshire.

## Warden of the West March
Forsvaret af den skotske grænse blev udført af to warden, den ene for East March (med base i Berwick-upon-Tweed ) og den anden for West March (med base i Carlisle). Begge embeder var blevet holdt af Percy-familien i det 14. århundrede, og deres støtte til kong Henrik 4. syntes at have betalt sig i 1399, da Henry Percy, 1. jarl af Northumberland blev udnævnt til Warden of the West March og hans søn Henry Percy ("Hotspur") til Warden of the East March. Men Hotspur gjorde oprør, og hans far blev anset for at være medskyldig i hans forræderi. Efter at Hotspur var faldet i Slaget ved Shrewsbury i 1403, fik Ralph Neville til opgave af kong Henrik 4. at tage den ældre Percy til fange. Hans belønning var at efterfølge Percy'erne som Warden of both Marches. Under kong Henrik 5. fik Percy'erne deres lande tilbage og til sidst i 1417 atter embedet Warden of the East March. Embedet som Warden of the West March skulle dog blive en næsten arvelig Neville-udnævnelse.
Salisbury blev Warden of the West March i 1420. Det var en af de mest værdifulde udnævnelser i England, til en værdi af 1.500 £ i fredstid og fire gange så meget, hvis der brød krigen ud mod Skotland. Skønt det i modsætning til Calais ikke krævede en permanent garnison, betød de uophørlige indfald og grænsetræfninger, at der altid ville være en klar forsyning af trænede og erfarne soldater under Wardens kommando. Salisbury må have stået højt i Henrik 5.'s anseelse, da han også blev udnævnt fredsdommer i Cumberland, Westmoreland og Durham. I 1431 ledsagede han den unge kong Henrik 6. til Frankrig ved hans kroning, og ved hans tilbagevenden blev han udnævnt til Warden of the East March.
I 1436 fratrådte han begge stillinger, skønt det muligvis havde til formål at tvinge kronen til at betale restancer. Da hans fratræden blev accepteret, fulgte han sin svoger Richard, hertug af York, til Frankrig og tog 1.300 bevæbnede ryttere og bueskytter med sig. Han vendte tilbage året efter og blev i november medlem af kongens råd. Han genoptog ikke nogen af Warden embederne, da Percy-Neville fejden optog det meste af hans tid, men da den blev løst i 1443, genoptog han Wardenship of the West March. Selv om det var til kun knap 1.000 £, blev pengene sikret gennem specifikke kilder fra kronens indtægter, ikke gennem gæld, der ofte ikke kunne opkræves. Det kan afspejle hans oplevelser fra 1436.

## Neville og Percy
I slutningen af 1443 kunne Salisbury fra sit hovedsæde på Middleham Castle i Wensleydale med en vis tilfredshed se på sin stilling. Han var medlem af kongens råd og Warden of the West March. Hans bror Robert Neville var biskop af Durham, og en anden af hans brødre, William Neville, 1. jarl af Kent, kontrollerede Roxburgh Castle . Han havde syv børn, fire drenge og tre piger. I 1436 indgik de to ældste børn, Cecily og Richard, fremragende ægteskaber med sønnen og datteren af Richard de Beauchamp, 13. jarl af Warwick.
Det blev tydeligt, at Neville-familiens opstigning var ved at nå enden. Kongen, der i slutningen af 1430'erne var begyndt at udøve personligt styre, var mere interesseret i at fremme lykken for sine nærmeste slægtninge, og Salisbury var kun beslægtet med en yngre, legitimeret og kvindelig linje. I den sammenhæng ville den lokale rivalisering mellem slægterne Neville og Percy i Nordengland sandsynligvis blive af større vigtighed. En stærk og dygtig hersker ville være i stand til at kontrollere sådanne fejder eller endda tjene på dem. En svag konge kunne se en strid sprede sig fra at være lokal til at være regional eller national konflikt.
Percy-familien havde landbesiddelser i hele Nordengland, mens Nevilles nordlige besiddelser var koncentreret i det nordlige Yorkshire og i County Durham. Som Warden of the West March var Salisbury i stand til at udøve stor magt i nordvest, selvom han kun besad Kendal og Penrith. Percy-familien var meget utilfreds med, at deres lejere i Cumberland og Westmorland blev rekrutteret af Salisbury, der selv med det reducerede tilskud fra 1443 stadig havde stor købekraft i regionen. Den ældre Neville-linje (nu beslægtet gennem ægteskab med Percy-familien) var stadig utilfreds med den uretfærdige løsning på deres arvestrid.
Det 15. århundrede kunne betragtes som storhedstiden for "bastard feudalisme", hvor enhver undersåt havde brug for en "god herre". Til gengæld for en forpligtelse fra den undergivne mand til (sædvanligvis) at yde militær støtte, ville herren give sin undergivne et lille årligt beløb, et emblem eller tøjstykke for at markere hans loyalitet og give ham hjælp i hans fejder med hans naboer. Nordengland var langt fra Palace of Westminster, og hurtig juridisk oprejsning for uret var umulig. Med sin økonomiske magt som Warden kunne Salisbury yde bedre støtte til Percy-lejere, end Henry Percy, jarl af Northumberland, der ikke var blevet betalt for East March årevis, kunne håbe på.
Under genoptagelsen af krigen med Skotland i 1448, tog Northumberland sine styrker gennem Salisbury's West March, et alvorligt brud på etiketten. Northumberland blev besejret i Slaget ved Sark, og hans søn Henry Percy, Lord Poynings blev taget til fange. Salisbury mistede 2.000 heste i et forsøg på at reagere på dette angreb og blev som Northumberland udelukket fra fredsforhandlingerne. Det kan kun have gjort forholdet mellem de to familier yderligere betændt. Og Northumberlands anden søn, Thomas Percy, Lord Egremont, brugte de næste par år med at skabe problemer i Yorkshire, især i York, der ligger mellem Percy-godserne Spofforth og Healaugh og Nevilles borg i Sheriff Hutton.
Den 24. august 1453 samlede Thomas Percy, Lord Egremont, en bevæbnede ryttere og bueskytter, måske 1.000 mand, for at overfalde Salisbury og hans familie i Heworth Moor uden for York i et baghold og satte kurs mod Sheriff Hutton. Salisbury havde deltaget i Thomas' bryllup på Tattershall Castle i Lincolnshire, og selv om hans følge ville have været mindre, ville den have været bedre væbnet end Egremonts håndværkere og handlende fra York. Salisbury og hans følge kæmpede mod dem og ankom uskadt til Sheriff Hutton, men episoden markerede begyndelsen på, hvad der i realiteten var en privat krig. Bruden, Maud Stanhope, var enke efter lord Willoughby af Eresby, hans søn ville blive en York-støtte. En anden fra York-partiet, John Neville, blev senere lord Montagu. Maud stod til at arve Wressle og Burwells herregårde fra sin onkel, lord Cromwell, der havde fået dem fra Percy-familien efter en retsproces. Historikeren John Sadler mener, at dette var denne første hændelse i slægterne York og Lancasters lovløse stridighed, der førte til borgerkrig.

## Neville og York
Salisbury skiftede sin troskab til Richard, hertug af York, der gjorde ham til Lord Chancellor i 1455. Det gjorde det muligt for Salisbury at fremme medlemmerne af sit følges interesser mod Percy-familien, for eksempel indgav Thomas de la More et andragende mod lord Egremont, som de la More hævdede havde truet med at dræbe ham år tilbage. Da kong Henrik 6. forsøgte at hævde sin uafhængighed og afskedige York som rigsforstander, sluttede Salisbury sig til hans side og kæmpede i Det 1. slag ved St. Albans, idet han hævdede, at han handlede i selvforsvar. I 1458 deltog han i The Love Day, et forsøg på forsoning, der blev afholdt i London. Efter Slaget på Blore Heath, hvor han var særdeles sejrrig, flygtede Salisbury til Calais, idet han specifikt var udelukket fra kongelig benådning. Han blev dræbt den 30./31. december 1460 natten efter Slaget ved Wakefield.

## Død og begravelse
Efter York-hærens nederlag i Slaget ved Wakefield lykkedes det Salisbury selv at undslippe slagmarken, men han blev taget til fange i løbet af natten. Efter han blev fundet, nedslidt af kampen og nu en forræder af riget, blev han ført til Lancaster-lejren. Selv om Lancaster-adelen på grund af hans store rigdom måske havde været parat til at lade Salisbury betale en løsesum for sin frihed, blev han alligevel slæbt ud af Pontefract Castle og halshugget af befolkningen, som han havde været en hård overherre for.
Han blev først begravet i Pontefract, men hans sønner overførte hans lig til familiens mausoleum i Bisham Abbey i Berkshire, hvor de rejste et monument til hans erindring. Hans gravstatue blev bragt til St. Mary's Church i Burghfield ved Reading efter klosteropløsningen. Statuen af en dame ved siden af ham bærer en hovedbeklædning, der ikke menes at være fra hans hustrus tid, men hun kan være en tidligere grevinde af Salisbury begravet i Bisham.

## Ægteskab og afkom
Han giftede sig med Alice Montacute (1407-1462), datter og arving til Thomas Montacute, 4. jarl af Salisbury (1388-1428), som fødte ham 12 børn:

### Sønner
- Richard Neville, 16. jarl af Warwick (1428–1471), "Kongemageren", ældste søn og arving, der blev gift med Lady Anne Beauchamp og fik afkom
- Sir Thomas Neville (ca. 1429–1460),[5] der blev slået til ridder i 1449 og døde i Slaget ved Wakefield. Han var den 2. ægtemand til Maud Stanhope (30. august 1497), der først var gift med Robert Willoughby, 6. baron Willoughby de Eresby (død 25. juli 1452), og 3. gang med Sir Gervase Clifton, halshugget den 6. maj 1471 efter Slaget ved Tewkesbury.[8]
- John Neville, 1. markis af Montagu (ca. 1431–1471), giftede sig med Isabel Ingaldesthorpe og fik afkom
- George Neville (1432–1476), der blev ærkebiskop af York og Lord Chancellor.
- Ralph Neville (f. ca. 1440 ) døde som spæd
- Robert Neville (f. ca. 1446 ) døde som spæd

### Døtre
- Joan Neville (ca. 1424-1462), som blev gift med William FitzAlan, 16. jarl af Arundel, og fik afkom
- Cecily Neville (ca. 1425-1450), der giftede sig med Henry Beauchamp, 1. hertug af Warwick (1425–1446) og fødte ham en datter, Anne Beauchamp, 15. grevinde af Warwick (1444–1449), efter hvis død hendes titel overgik til hendes faster, der havde giftet sig med hendes morbror Richard Neville (nævnt ovenover)[6]
- Alice Neville (ca. 1430-1503), som blev gift med Henry FitzHugh, 5. baron FitzHugh. Deres datter, Elizabeth, blev gift med William Parr, hvilket gjorde dem til bedsteforældre til Catherine Parr, kong Henrik 8.'s sjette hustru.
- Katherine Neville (1442-1504), der først var gift med William Bonville, 6. baron Harington, og anden gang med William Hastings, 1. baron Hastings, fik afkom
- Eleanor Neville (1447 – før 1471), der blev gift med Thomas Stanley, 1. jarl af Derby og fik børn
- Margaret Neville (omkring 1450-1506), der blev gift med John de Vere, 13. jarl af Oxford

## Yderligere læsning
- Jacob, E.F. (1988). The Fifteenth Century 1399–1485. Oxford History of England. Vol. 6. Oxford University Press.
- Mowat, R.B. (1914). The Wars of the Roses 1377–1471. London: Crosby Lockwood and Son. LCCN a14002824. OCLC 4217871.
- Myers, A.R. (1953). English in the Later Middle Ages.
- Sadler, D.J. (2000). War in the North: The Wars of the Roses in the North East of England 1461–1464. Bristol: Stuart Press. ISBN 978-1-85804-154-4.